# Мадисън
Вижте пояснителната страница за други значения на Мадисън.
Мадисън (или Медисън) е столица на щата Уисконсин, САЩ. Градът е именуван на четвъртия президент на САЩ Джеймс Мадисън. Населението му е 236 901 души (2011). Голяма част от града е заета от студентската общност на Уисконсинския университет.

## География
Мадисън е разположен в центъра на окръг Дейн, на 124 km от Милуоки и на 196 km от Чикаго. Най-големият негов град спътник е Мидълтън. Исторически най-престижни се смятат западните райони на града, докато на изток, на север и на юг от центъра са разположени работническите предградия. Мадисън часто е наричан Градът на четирите езера, тъй като около него са разположени езерата Мендота, Монона, Уобиса и Кегонса.

## Икономика
Правителството на Уисконсин и Университетът Уисконсин-Медисън са най-големите работодатели в града. Въпреки това, икономиката на Мадисън се движи към развитие на сектора на услугите и високотехнологичните отрасли, особено в сферата на здравеопазването и биотехнологиите.
Много компании са привлечени от високото ниво на образованието на жителите. 48,2% от населението на Мадисън на възраст над 25 години имат образователна степен най-малко бакалавър. Списание Forbes през 2004 г. съобщава, че Мадисън има най-високия процент лица, имащи докторска степен в САЩ.
Най-глемите частни работодатели в града са:
- Spectrum Brands (машиностроене и електроника)
- Alliant Energy (електроенергия и шистов газ)
- American Family Insurance (застраховане)
- Invitrogen (биотехнологии и лабораторно оборудване)
- Covance (биотехнологии, медицина, фармакология)

## Известни личности
Родени в Мадисън
- Тайн Дейли (р. 1946), актриса
- Стейси Ейбрамс (р. 1973), политик
- Лиз Чейни (р. 1966), политик

Починали в Мадисън
- Отис Рединг (1941 – 1967), певец

Други личности, свързани с Мадисън
- Джон Атанасов (1903 – 1995), математик и инженер, подготвя докторат през 1928 – 1930
- Димитър Атанасов (1894 – 1979), агроном, подготвя докторат през 1917 – 1920
- Мария Луиза Българска, българска княгиня

## Побратимени градове
- Вилнюс, Литва